# Gabi babaháza
A Gabi babaháza (eredeti cím: Gabby's Dollhouse) 2021-től sugárzott amerikai vegyes technikájú oktatósorozat, amelyben valós és számítógéppel animált díszletek, élő és számítógéppel animált szereplők közösen szerepelnek, amelyet Traci Paige Johnson és Jennifer Twomey alkotott. A főszerepben Laila Lockhart Kraner látható.
Amerikában és Magyarországon is a Netflix mutatta be 2021. január 5-én.

## Szereplők

### Főszereplők
| Szereplő                 | Színész               | Magyar hang                                     | Leírás |
| ------------------------ | --------------------- | ----------------------------------------------- | --- |
| Gabi                     | Laila Lockhart Kraner | Garay Hanna (1. hang) Hegedűs Johanna (2. hang) | 12 éves lány, akinek van egy varázslatos macskafejpántja, amely képes játékméretűre zsugorítani őt. |
| Floyd                    | Nem szólal meg        | Nem szólal meg                                  | Gabby valódi cirmos macskája. |
| Szereplő                 | Eredeti hang          | Magyar hang                                     | Leírás |
| Pandi                    | Tucker Chandler       | Holló-Zsadányi Norman                           | Fekete-fehér plüss, aki félig cica, félig panda, Gabby segítője és legjobb barátja. |
| Carlita                  | Carla Tassara         | Andrádi Zsanett                                 | Lila plüss, aki félig cica, félig autó, a babaházban közlekedik, és szeret játszani. |
| Süti                     | Juliet Donenfeld      | Bak Julianna                                    | Kis fehér plüss, aki félig cica, félig süti, édes finomságokat és rágcsálnivalókat készít. |
| Daniel James "DJ" Cicafa | Eduardo Franco        | Brasch Bence                                    | Levendulaszínű plüss, aki egy vöröses-rózsaszín csillámos kapucnit visel, amely képes kinyújtani a farkát és a lábait, amellett, hogy főként hangszerjátékra használja őket. Néha szemellenzőt is visel a szeme fölött. |
| KandÚr                   | Donovan Patton        | Ágoston Péter                                   | Kék sunyi plüss, aki félig macska, félig patkány, sötétkék és világoskék jegyekkel, és minden szobában felbukkan. Szeret mindent, ami fényes, és néha eljátssza a gonosztevő szerepét.                                  |
| Párnacica                | Sainty Nelsen         | Csuha Bori                                      | Többszínű plüss, aki félig cica, félig párna. Szeret meséket gyártani, és általában szundikál. |
| Cicatündér               | Tara Strong           | Hermann Lilla                                   | Rózsaszín, félig cica, félig tündér plüss, világos, rózsaszín és zöld szárnyakkal. |
| Mama Doboz               | Tara Strong           | Sodró Eliza                                     | Barackszínű plüss, aki Picidoboz anyja. |
| Szirénke                 | Secunda Wood          | Mikecz Estilla                                  | Türkiz plüss, aki félig cica, félig sellő. |
| Pici Doboz               | Maggie Lowe           | Csaba Zsófia Blanka                             | Fiatal rózsaszín plüss, aki kartonból készült. Szeret kézműveskedni, és ő a Mama doboz lánya. |

### Mellékszereplők
| Szereplő  | Eredeti hang         | Magyar hang         | Leírás                             |
| --------- | -------------------- | ------------------- | ---------------------------------- |
| Cukkancs  | Henry Witcher        | Kovács András Bátor | Süti négy fiatalabb unokatestvére. |
| Mukkancs  | Archibald Englehardt | Schmidt Regina      | Süti négy fiatalabb unokatestvére. |
| Mancsipán | Mia Lynn Bangunan    | Nagy Nóra           | Süti négy fiatalabb unokatestvére. |
| Pogácsa   | Amari McCoy          | Tanka Natália       | Süti négy fiatalabb unokatestvére. |

### Magyar változat
- Magyar szöveg: Bihari Ágnes
- Hangmérnök: Fogas Ákos, Tóth Péter Ákos
- Vágó: Sári-Szemerédi Gabriella, Zsilvölgyi Levente
- Gyártásvezető: Cabello-Colini Borbála, Kéner Ágnes
- Zenei rendező: Molnár Gábor
- Szinkronrendező: Blahó Gergely, Nikodém Zsigmond

A szinkront a Mafilm Audio Kft.  készítette.

## Évados áttekintés
| Évad | Évad | Epizódok | Eredeti sugárzás    | Eredeti sugárzás    | Magyar sugárzás     | Magyar sugárzás     |
| Évad | Évad | Epizódok | Évadpremier         | Évadfinálé          | Évadpremier         | Évadfinálé          |
| ---- | ---- | -------- | ------------------- | ------------------- | ------------------- | ------------------- |
|      | 1    | 10       | 2021. január 5.     | 2021. január 5.     | 2021. január 5.     | 2021. január 5.     |
|      | 2    | 8        | 2021. augusztus 10. | 2021. augusztus 10. | 2021. augusztus 10. | 2021. augusztus 10. |
|      | 3    | 7        | 2021. október 19.   | 2021. október 19.   | 2021. október 19.   | 2021. október 19.   |
|      | 4    | 8        | 2022. február 1.    | 2022. február 1.    | 2022. február 1.    | 2022. február 1.    |
|      | 5    | 6        | 2022. július 25.    | 2022. július 25.    | 2022. július 25.    | 2022. július 25.    |
|      | 6    | 6        | 2022. november 1.   | 2022. november 1.   | 2022. november 1.   | 2022. november 1.   |
|      | 7    | 6        | 2023. március 20.   | 2023. március 20.   | 2023. március 20.   | 2023. március 20.   |
|      | 8    | 7        | 2023. augusztus 7.  | 2023. november 6.   | 2023. augusztus 7.  | 2023. november 6.   |
|      | 9    | 6        | 2024. március 25.   | 2024. március 25.   | 2023. március 25.   | 2023. március 25.   |
|      | 10   | 6        | 2024. augusztus 5.  | 2024. augusztus 5.  | 2024. augusztus 5.  | 2024. augusztus 5.  |
|      | 11   | 6        | 2025. február 17.   | 2025. február 17.   | 2025. február 17.   | 2025. február 17.   |

## Epizódok

### 1. évad
| #   | #   | Eredeti cím                  | Magyar cím               | Eredeti premier | Magyar premier  |
| --- | --- | ---------------------------- | ------------------------ | --------------- | --------------- |
| 1.  | 1.  | Spaceship                    | Az űrhajó                | 2021. január 5. | 2021. január 5. |
| 2.  | 2.  | Gabby Gets the Hiccups       | Gabi csuklik             | 2021. január 5. | 2021. január 5. |
| 3.  | 3.  | Hamster Kitties              | Hörcsögcicák             | 2021. január 5. | 2021. január 5. |
| 4.  | 4.  | Kitty School                 | Cicasuli                 | 2021. január 5. | 2021. január 5. |
| 5.  | 5.  | Kitty Cat Cam                | Cicakamera               | 2021. január 5. | 2021. január 5. |
| 6.  | 6.  | Dollhouse Defenders          | A babaház védelmezői     | 2021. január 5. | 2021. január 5. |
| 7.  | 7.  | Mixed-Up Dollhouse           | Felfordulás a babaházban | 2021. január 5. | 2021. január 5. |
| 8.  | 8.  | Game Show                    | Vetélkedő                | 2021. január 5. | 2021. január 5. |
| 9.  | 9.  | Kitty Pirates                | Kalózcicák               | 2021. január 5. | 2021. január 5. |
| 10. | 10. | MerCat Gets Her Sparkle Back | Szirénke csillogása      | 2021. január 5. | 2021. január 5. |

### 2. évad
| #   | #  | Eredeti cím             | Magyar cím                | Eredeti premier     | Magyar premier      |
| --- | -- | ----------------------- | ------------------------- | ------------------- | ------------------- |
| 11. | 1. | Itty Bitty Blossom      | Icipici Rügy              | 2021. augusztus 10. | 2021. augusztus 10. |
| 12. | 2. | Dollhouse Store Day     | Boltos nap a babaházban   | 2021. augusztus 10. | 2021. augusztus 10. |
| 13. | 3. | Kitty Fairy’s Sleepover | Cicatündér pizsamapartija | 2021. augusztus 10. | 2021. augusztus 10. |
| 14. | 4. | Let's Make a Movie!     | Forgassunk filmet!        | 2021. augusztus 10. | 2021. augusztus 10. |
| 15. | 5. | Pete the Polar Bear     | Peti, a jegesmedve        | 2021. augusztus 10. | 2021. augusztus 10. |
| 16. | 6. | Kitty Rangers           | Cicacserkészek            | 2021. augusztus 10. | 2021. augusztus 10. |
| 17. | 7. | The Meow-Mazing Games   | Bá-Miau-latos játékok     | 2021. augusztus 10. | 2021. augusztus 10. |
| 18. | 8. | Pandy's Birthday        | Pandi szülinapja          | 2021. augusztus 10. | 2021. augusztus 10. |

### 3. évad
| #   | #  | Eredeti cím                    | Magyar cím              | Eredeti premier   | Magyar premier    |
| --- | -- | ------------------------------ | ----------------------- | ----------------- | ----------------- |
| 19. | 1. | The Dollhouse Hotel            | A Babaház Hotel         | 2021. október 19. | 2021. október 19. |
| 20. | 2. | A Knight's Tail                | Lovagot farkáról        | 2021. október 19. | 2021. október 19. |
| 21. | 3. | DJ's Glow Ride                 | A DJ világító dobása    | 2021. október 19. | 2021. október 19. |
| 22. | 4. | Rainy Day Banana               | Az esős napok banánja   | 2021. október 19. | 2021. október 19. |
| 23. | 5. | CatRat the Bandit              | KandÚr, a bandita       | 2021. október 19. | 2021. október 19. |
| 24. | 6. | DJ Catnip Gets His Groove Back | DJ Cicafa újra belendül | 2021. október 19. | 2021. október 19. |
| 25. | 7. | Kitty Fairy Gets Sick          | Cicatündér megbetegszik | 2021. október 19. | 2021. október 19. |

### 4. évad
| #   | #  | Eredeti cím             | Magyar cím                 | Eredeti premier  | Magyar premier   |
| --- | -- | ----------------------- | -------------------------- | ---------------- | ---------------- |
| 26. | 1. | Cakey's Cupcake Cousins | Süti sütiző unokatestvérei | 2022. február 1. | 2022. február 1. |
| 27. | 2. | It's Purrsday!          | Dorombnap                  | 2022. február 1. | 2022. február 1. |
| 28. | 3. | Dollhouse Safari        | Babaházi szafari           | 2022. február 1. | 2022. február 1. |
| 29. | 4. | Fluffy Flufferton       | Bolyhos Bori               | 2022. február 1. | 2022. február 1. |
| 30. | 5. | Abra-CAT-Dabra!         | Abra-cica-dabra!           | 2022. február 1. | 2022. február 1. |
| 31. | 6. | The Fairy Festival!     | A Tündérfesztivál          | 2022. február 1. | 2022. február 1. |
| 32. | 7. | Dollhouse Fairy Tales   | Babaházi tündérmesék       | 2022. február 1. | 2022. február 1. |
| 33. | 8. | The Easter Kitty Bunny  | A húsvéti cicanyuszi       | 2022. február 1. | 2022. február 1. |

### 5. évad
| #   | #  | Eredeti cím                   | Magyar cím                 | Eredeti premier  | Magyar premier   |
| --- | -- | ----------------------------- | -------------------------- | ---------------- | ---------------- |
| 34. | 1. | Gabby, We Shrunk the Kitties! | Gabi, a cicák összementek! | 2022. július 25. | 2022. július 25. |
| 35. | 2. | Mission to CATurn             | Küldetés a Macsurnuszra    | 2022. július 25. | 2022. július 25. |
| 36. | 3. | Doodlebook                    | Firkakönyv                 | 2022. július 25. | 2022. július 25. |
| 37. | 4. | Cupcake Tree                  | Muffinfa                   | 2022. július 25. | 2022. július 25. |
| 38. | 5. | Dollhouse Detectives          | Babaházi detektívek        | 2022. július 25. | 2022. július 25. |
| 39. | 6. | Happy CAT-O-Ween!             | Boldog macskaweent!        | 2022. július 25. | 2022. július 25. |

### 6. évad
| #   | #  | Eredeti cím              | Magyar cím            | Eredeti premier   | Magyar premier    |
| --- | -- | ------------------------ | --------------------- | ----------------- | ----------------- |
| 40. | 1. | A CAT-Tabulous Christmas | Cicasztikus karácsony | 2022. november 1. | 2022. november 1. |
| 41. | 2. | CatRat's Puzzle Hunt     | Játékos kirakó        | 2022. november 1. | 2022. november 1. |
| 42. | 3. | Super Thinkers!          | Szuperagyak           | 2022. november 1. | 2022. november 1. |
| 43. | 4. | Paper Cup Popper         | Pohárgép              | 2022. november 1. | 2022. november 1. |
| 44. | 5. | Dollhouse Dress-Up Chest | Jelmezek              | 2022. november 1. | 2022. november 1. |
| 45. | 6. | Kico the KittyCorn       | Cicakornis            | 2022. november 1. | 2022. november 1. |

### 7. évad
| #   | #  | Eredeti cím                         | Magyar cím                       | Eredeti premier   | Magyar premier    |
| --- | -- | ----------------------------------- | -------------------------------- | ----------------- | ----------------- |
| 46. | 1. | Planes, Trains, and Kitty Balloons! | Repcsik, vonatok és cicaballonok | 2023. március 20. | 2023. március 20. |
| 47. | 2. | True Fairy Friends                  | Igazi tündérbarátok              | 2023. március 20. | 2023. március 20. |
| 48. | 3. | Googly Eyes                         | Gülüszem                         | 2023. március 20. | 2023. március 20. |
| 49. | 4. | Spongey-Saurus                      | Spongyaszaurusz                  | 2023. március 20. | 2023. március 20. |
| 50. | 5. | Baby Box's Meow-Seum Day!           | Pici Doboz Miaúzeum napja        | 2023. március 20. | 2023. március 20. |
| 51. | 6. | Carlita the Ice Cream Truck!        | Carlita, a fagyis kocsi          | 2023. március 20. | 2023. március 20. |

### 8. évad
| #   | #  | Eredeti cím                  | Magyar cím                | Eredeti premier    | Magyar premier     |
| --- | -- | ---------------------------- | ------------------------- | ------------------ | ------------------ |
| 52. | 1. | The Magical Mermaid-Lantis   | A varázslatos Macslantisz | 2023. augusztus 7. | 2023. augusztus 7. |
| 53. | 2. | Snow Cruise                  | Jeges kaland              | 2023. augusztus 7. | 2023. augusztus 7. |
| 54. | 3. | Baby Benny Box is Here!      | Itt a pici Beni Doboz!    | 2023. augusztus 7. | 2023. augusztus 7. |
| 55. | 4. | The Mermaid Cruise Ship      | Sellőhajókázás            | 2023. augusztus 7. | 2023. augusztus 7. |
| 56. | 5. | Charm Bracelet Treasure Hunt | Kincskereső karkötőfüggő  | 2023. augusztus 7. | 2023. augusztus 7. |
| 57. | 6. | CatRat's KittyFish           | KandÚr cicahalai          | 2023. augusztus 7. | 2023. augusztus 7. |
| 58. | 7. | The Mermaid Christmas Cruise | Sellőhajókázás            | 2023. november 6.  | 2023. november 6.  |

### 9. évad
| #   | #  | Eredeti cím                        | Magyar cím                 | Eredeti premier   | Magyar premier    |
| --- | -- | ---------------------------------- | -------------------------- | ----------------- | ----------------- |
| 59. | 1. | Music Festival                     | Zenei fesztivál            | 2024. március 20. | 2024. március 20. |
| 60. | 2. | Cakey's Birthday                   | Süti szülinapja            | 2024. március 20. | 2024. március 20. |
| 61. | 3. | Pandy's Bad Day                    | Pandi rossz napja          | 2024. március 20. | 2024. március 20. |
| 62. | 4. | Baby Box's Crafty-riffic Adventure | Pici Doboz barkácskalandja | 2024. március 20. | 2024. március 20. |
| 63. | 5. | Silly Kitty Cubes                  | Viccescica-kockák          | 2024. március 20. | 2024. március 20. |
| 64. | 6. | Carlita's Ameowzing Race           | Carlita bámiaúlatos futama | 2024. március 20. | 2024. március 20. |

### 10. évad
| #   | #  | Eredeti cím                | Magyar cím                 | Eredeti premier    | Magyar premier     |
| --- | -- | -------------------------- | -------------------------- | ------------------ | ------------------ |
| 65. | 1. | Happy Birthday, Gabby!     | Boldog szülinapot, Gabi!   | 2024. augusztus 5. | 2024. augusztus 5. |
| 66. | 2. | Marty the Party Cat        | Marty, a partiarc          | 2024. augusztus 5. | 2024. augusztus 5. |
| 67. | 3. | You Wish!                  | Csak hiszed!               | 2024. augusztus 5. | 2024. augusztus 5. |
| 68. | 4. | CatRat's Birthday Surprise | KandÚr szülinapi meglepije | 2024. augusztus 5. | 2024. augusztus 5. |
| 69. | 5. | Craft Bot                  | Barkácsbot                 | 2024. augusztus 5. | 2024. augusztus 5. |
| 70. | 6. | Grandma CatRat             | KandÚr Mami                | 2024. augusztus 5. | 2024. augusztus 5. |

### 11. évad
| #   | #  | Eredeti cím             | Magyar cím                   | Eredeti premier   | Magyar premier    |
| --- | -- | ----------------------- | ---------------------------- | ----------------- | ----------------- |
| 71. | 1. | Kitty Care Ear          | Cicabölcsi fül               | 2025. február 17. | 2025. február 17. |
| 72. | 2. | Benny’s First Tooth     | Benny első foga              | 2025. február 17. | 2025. február 17. |
| 73. | 3. | Happy Kitty-tine’s Day! | Boldog mjáotin napot!        | 2025. február 17. | 2025. február 17. |
| 74. | 4. | Baby Alien Kitty        | Pici űrlénycica              | 2025. február 17. | 2025. február 17. |
| 75. | 5. | Pillow Cat Can’t Sleep  | Párnacica álmatlan éjszakája | 2025. február 17. | 2025. február 17. |
| 76. | 6. | Family Day              | Cica családi nap             | 2025. február 17. | 2025. február 17. |

## A sorozat készítése
A műsort a Covid19 világjárvány elején hozták létre. Ez volt az első olyan DreamWorks-produkció, amelynek alkotói Los Angeles helyett New Yorkban dolgoztak, és az egész produkciós csapat, beleértve az alkotókat is, videokonferencián keresztül kapcsolódott egymáshoz, ami szintén újdonság volt a DreamWorks produkciói között.
A műsor alaptémái – babaházak, miniatűrök és macskák – az alkotók, Traci Page Johnson és Jennifer Twomey kedvencei voltak, míg a "cicaposta" koncepcióját az unboxing videók ihlették, bár úgy finomították, hogy "egy termék kibontása" helyett "egy történetet bontanak ki. Kezdetben nem a macskák voltak a műsor fő témája – például DJ Cicafa karaktere eredetileg egy óra lett volna –, de ezt megváltoztatták a macskás videók trendje alapján.